# Alpen Rose
Alpen Rose (アルペンローゼ?, Arupen Rōze) è un manga shōjo scritto e disegnato da Michiyo Akaishi, pubblicato in Giappone sulla rivista Ciao di Shogakukan dall'aprile 1983 al maggio 1986. In Italia è stato pubblicato da Star Comics tra il 2007 e il 2008.
Dal manga è stato tratto un anime di 20 episodi dal titolo Honō no Alpen Rose: Jeudi & Lundi (炎のアルペンローゼ ジュディ＆ランディ?, Honō no Arupenrōze Judi & Randi), prodotto dalla Tatsunoko Production e andato in onda in Giappone su Fuji TV tra l'aprile e l'ottobre 1985; in Italia è stato trasmesso per la prima volta nell'estate 1986.

## Trama
Lundi (Randy) è un ragazzo che vive con gli zii in Svizzera attorno al 1930. Un giorno, mentre si trova a passeggiare sulle Alpi, Lundi trova Alicia, una bambina unica superstite di un incidente aereo dove sono morti anche i suoi genitori. A causa del trauma la piccola ha perduto la memoria e non ricorda neppure il proprio nome, quindi Lundi la chiamerà Jeudi (Judy). Da quel giorno i due ragazzi crescono assieme e sviluppano una profonda amicizia reciproca. Passano gli anni e Jeudi desidera sempre più conoscere il suo passato: l'unico indizio che ha sono le parole che il suo pappagallino, salvato anch'esso dal disastro aereo, ripete continuamente: "Alpen Rose, Alpen Rose". Arriva la seconda guerra mondiale e Jeudi e Lundi intraprendono insieme un lungo viaggio alla scoperta del passato della ragazza, mentre lentamente scoprono il loro reciproco amore.

## Personaggi

### Personaggi principali
Jeudi (ジュディ?, Judi)
Doppiata da: Yoshino Takamori (ed. giapponese), Donatella Fanfani (ediz. Rete 4) / Debora Magnaghi (ediz. Yamato Video) (ed. italiana)
Lundi Cortot (ランディ・コルトー?, Randi Korutō)
Doppiato da: Keiichi Nanba (ed. giapponese), Claudio Colombo / Paolo Torrisi (da bambino) (ediz. Rete 4) / Massimo Di Benedetto / Monica Bonetto (da bambino) (ediz. Yamato Video) (ed. italiana)
Printemps (Plantan) (プランタン?, Purantan)
Doppiato da: Masako Katsuki (ed. giapponese), Lia Rho Barbieri (ediz. Rete 4) / Paolo De Santis (ediz. Yamato Video) (ed. italiana)
Conte Georges De Gourmont (Tavernier) (ジョルジュ・ド・グールモン伯爵?, Joruju Do Gūrumon hakushaku)
Doppiato da: Shūichi Ikeda (ed. giapponese), Gianfranco Gamba (ediz. Rete 4) / Lorenzo Scattorin (ediz. Yamato Video) (ed. italiana)
Leonard Ashenbach (レオンハルト・アッシェンバッハ?, Reonharuto Asshenbahha)
Doppiato da: Kazuhiko Inoue (ed. giapponese), Giorgio Bonino (ediz. Rete 4) / Patrizio Prata (ediz. Yamato Video) (ed. italiana)
Jean-Jacques Cortot "Tarantola" (ジャン・ジャック・コルトー 〈タランチュラ〉?, Jan Jakku Korutō "Taranchura")
Doppiato da: Shō Hayami (ed. giapponese), ? (ediz. Rete 4) / Claudio Ridolfo (ediz. Yamato Video) (ed. italiana)

### Altri personaggi
Friedrich Brendel (フリードリヒ・ブレンデル?, Furīdorihi Burenderu)
Doppiato da: Shūsei Nakamura (ed. giapponese), Pietro Ubaldi (ediz. Rete 4) / Federico Danti (ediz. Yamato Video) (ed. italiana)
Helene Dunant (エレーヌ・デュナン?, Erēnu Dyunan)
Doppiata da: Tomoko Munakata (ed. giapponese), Valeria Falcinelli (ediz. Rete 4) / Maddalena Vadacca (ediz. Yamato Video) (ed. italiana)
Jack Dunant (ジャック・デュナン?, Jakku Dyunan)
Doppiato da: Yuzuru Fujimoto (ed. giapponese), Riccardo Mantani (ediz. Rete 4) / Maurizio Scattorin (ediz. Yamato Video) (ed. italiana)
Christine Dunant (クリスチーヌ・デュナン?, Kurisuchīnu Dyunan)
Doppiata da: Matsuko Inaba (ed. giapponese), Angela Cicorella (ediz. Rete 4) / Annamaria Mantovani (ediz. Yamato Video) (ed. italiana)
Contessa Françoise De Gourmont (Tavernier) (フランソワーズ・ド・グールモン伯爵夫?, Furansowāzu Do Gūrumon hakushaku)
Doppiata da: Rihoko Yoshida (ed. giapponese), Tullia Piredda (ediz. Rete 4) / Patrizia Salmoiraghi (ediz. Yamato Video) (ed. italiana)
Generale Henri Gizan (アンリ・ギザン?, Anri Gizan)
Doppiato da: Tooru Ohira (ed. giapponese), Antonio Paiola (ediz. Rete 4) / Riccardo Rovatti (ediz. Yamato Video) (ed. italiana)
Heinrich Graf (ハインリヒ・グラーフ?, Hainrihi Gurāfu)
Doppiato da: Hirotaka Suzuoki (ed. giapponese), ? (ediz. Rete 4) / Gabriele Calindri (ediz. Yamato Video) (ed. italiana)
Robert Lewis (ロバート・ルイス?, Robāto Ruisu)
Doppiato da: Susumu Kotaki (ed. giapponese), Pasquale Ruju (ediz. Rete 4) / Giorgio Bonino (ediz. Yamato Video) (ed. italiana)
Renault Du Bois (ルノー・デュボワ?, Runō Dyubowa)
Doppiato da: Toshiya Ueda (ed. giapponese), Augusto Di Bono (ediz. Rete 4) / Dario Oppido (ediz. Yamato Video) (ed. italiana)
Michel Tronchant (ミシェル・トロンシャン?, Misheru Toronshan)
Doppiato da: Masaru Ikeda (ed. giapponese), Pietro Ubaldi (ediz. Rete 4) / Natale Ciravolo (ediz. Yamato Video) (ed. italiana)
Matilda Tronchant (マチルダ・トロンシャン?, Machiruda Toronshan)
Doppiata da: Saeko Shimazu (ed. giapponese), Serena Cantalupi (ediz. Rete 4) / Emanuela Pacotto (ediz. Yamato Video) (ed. italiana)
Anna (アンナ?, Anna)
Doppiata da: Yūko Sasaki (ed. giapponese), Dania Cericola (ediz. Rete 4) / ? (ediz. Yamato Video) (ed. italiana)
Risley (リーズル?, Rīzuru)
Doppiata da: Run Sasaki (ed. giapponese), Alessandra Karpoff (ediz. Rete 4) / Cinzia Massironi (ediz. Yamato Video) (ed. italiana)
Johann (ヨハン?, Yohan)
Doppiato da: Shigeru Nakahara (ed. giapponese), Ivo De Palma (ediz. Rete 4) / Luca Semeraro (ediz. Yamato Video) (ed. italiana)
Marie Müller (マリエ・ミュラー?, Marie Myurā)
Doppiata da: Miki Takahashi (ed. giapponese), Dania Cericola (ediz. Rete 4) / Marcella Silvestri (ediz. Yamato Video) (ed. italiana)
Dott. Müller (ミュラー?, Myurā)
Doppiato da: Unshō Ishizuka (ed. giapponese), Riccardo Mantani (ediz. Rete 4) / Giovanni Battezzato (ediz. Yamato Video) (ed. italiana)
Clara (クララ?, Kurara)
Doppiata da: Keiko Yokozawa (ed. giapponese), Debora Magnaghi (ediz. Rete 4) / Daniela Fava (ediz. Yamato Video) (ed. italiana)
Martha (マルタ?, Maruta)
Doppiata da: Noriko Hidaka (ed. giapponese), Dania Cericola (ediz. Rete 4) / Lorella De Luca (ediz. Yamato Video) (ed. italiana)
Schreier (シュライヤー?, Shuraiyā)
Doppiato da: Fumio Matsuoka (ed. giapponese), ? (ediz. Rete 4) / Mario Scarabelli (ediz. Yamato Video) (ed. italiana)
Bormann (ボルマン?, Boruman)
Doppiato da: Shōzō Iizuka (ed. giapponese), Mario Scarabelli (ediz. Rete 4) / Marco Balbi (ediz. Yamato Video) (ed. italiana)
Katharina (カタリーナ?, Katarīna)
Doppiata da: Masako Katsuki (ed. giapponese), Marinella Armagni (ediz. Rete 4) / Dania Cericola (ediz. Yamato Video) (ed. italiana)
Hans (ハンス?, Hansu)
Doppiato da: Yoku Shioya (ed. giapponese), ? (ediz. Rete 4) / Gianluca Iacono (ediz. Yamato Video) (ed. italiana)
Voce narrante (ナレーション?, Narēshon)
Doppiato da: Ken'yu Horiuchi (ed. giapponese), non presente (ediz. Rete 4) / Marco Balzarotti (ediz. Yamato Video) (ed. italiana)

## Manga
Il manga è stato pubblicato sulla rivista Ciao dall'aprile 1983 al maggio 1986 e successivamente è stato serializzato in 9 tankōbon per conto della Shogakukan, pubblicati tra l'ottobre 1983 e il settembre 1986. L'opera ha ricevuto diverse ristampe nel corso degli anni: la prima nel 1993, la seconda nel 2000 e la terza nel 2010. Inoltre il manga è stato stampato in edizione "on demand", ovvero su richiesta del lettore.
In Italia è stato pubblicato da Star Comics dal dicembre 2007 al luglio 2008 e si rifà a una riedizione giapponese in 8 volumi.

### Volumi
| Nº | Data di prima pubblicazione | Data di prima pubblicazione | Data di prima pubblicazione |
| Nº | Giapponese                  | Giapponese                  | Italiano                    |
| -- | --------------------------- | --------------------------- | --------------------------- |
| 1  | 26 ottobre 1983             | ISBN 4-09-131321-3          | 13 dicembre 2007            |
| 2  | 25 febbraio 1984            | ISBN 4-09-131322-1          | 15 gennaio 2008             |
| 3  | 26 giugno 1984              | ISBN 4-09-131323-X          | 13 febbraio 2008            |
| 4  | 26 novembre 1984            | ISBN 4-09-131324-8          | 13 marzo 2008               |
| 5  | 26 febbraio 1985            | ISBN 4-09-131325-6          | 14 aprile 2008              |
| 6  | 26 luglio 1985              | ISBN 4-09-131326-4          | 14 maggio 2008              |
| 7  | 24 dicembre 1985            | ISBN 4-09-131327-2          | 13 giugno 2008              |
| 8  | 26 giugno 1986              | ISBN 4-09-131328-0          | 15 luglio 2008              |
| 9  | 26 settembre 1986           | ISBN 4-09-131329-9          | 15 luglio 2008              |

## Anime

I protagonisti, Lundi e Jeudi

L'anime, prodotto da Tatsunoko Production, è composto da 20 episodi, andati in onda su Fuji TV dal 6 aprile al 5 ottobre 1985. La storia segue più o meno quella del manga, nonostante variazioni al suo inizio (nel manga Jeudi è commessa in un negozio, cresce con Lundi e i suoi zii mentre nell'anime ella è infermiera e cresce lontana da Lundi per cinque anni presso la Croce Rossa Svizzera), una certa sintetizzazione e la mancata comparsa di alcuni personaggi nella versione animata.
In Italia è stato trasmesso per la prima volta nell'estate 1986 da Rete 4 con il titolo originale Alpen Rose per poi essere replicato sulle TV locali come Rosa Alpina: l'adattamento italiano si segnala per essere tra i primi particolarmente censurati della televisione italiana, a causa dell'ambientazione storica della serie e per alcune scene piuttosto audaci. Nel 2006, in occasione della pubblicazione in DVD, ne è stata prodotta una seconda edizione completamente ridoppiata in edizione integrale da Yamato Video, che ha ripristinato il titolo originale Alpen Rose.

### Episodi
Il primo titolo italiano si riferisce all'edizione Rete 4 del 1986 (a sinistra), mentre il secondo alla versione ridoppiata dalla Yamato Video del 2006 (a destra).
| Nº | Titolo italiano (edizione Rete 4 / edizione Yamato Video) Giapponese 「Kanji」 - Rōmaji - Traduzione letterale                                         | In onda           | In onda     |
| Nº | Titolo italiano (edizione Rete 4 / edizione Yamato Video) Giapponese 「Kanji」 - Rōmaji - Traduzione letterale                                         | Giapponese        | Italiano    |
| 1  | Preludio / Prima della tempesta 「愛・激流への序章」 - Ai gekiryū he no joshō – "Introduzione al torrente d'amore"                                     | 6 aprile 1985     | agosto 1986 |
| 2  | Uno stupendo regalo / Un magnifico dono 「光の中の天使」 - Hikari no naka no tenshi – "L'angelo nella luce"                                            | 13 aprile 1985    | 1986        |
| 3  | Un treno di tristezza / Addio a un amico 「汽笛は死を越えて」 - Kiteki wa shi wo koete – "Il fischio oltre la morte"                                   | 4 maggio 1985     | 1986        |
| 4  | Una trappola imminente / La trappola 「秒きざみのワナ」 - Byō kizami no wana – "La trappola imminente"                                                 | 18 maggio 1985    | 1986        |
| 5  | Il giardino fiorito / Il giardino che conosce il passato 「過去を秘めた花園」 - Kako wo himeta hanazono – "Il giardino fiorito che conosce il passato" | 25 maggio 1985    | 1986        |
| 6  | La melodia della rosa rossa / La melodia della rosa alpina 「赤いバラの旋律」 - Akai bara no senritsu – "La melodia della rosa rossa"                  | 1º giugno 1985    | 1986        |
| 7  | Inno al coraggio / La voce del coraggio nei cieli della patria 「響け！祖国の空へ」 - Hibike! Sokoku no sora he – "Risuona! Nei cieli della patria"    | 15 giugno 1985    | 1986        |
| 8  | La bella fuggiasca / Le belle fuggitive 「華麗なる逃亡者」 - Kareinaru tōbōsha – "La bella fuggiasca"                                                  | 22 giugno 1985    | 1986        |
| 9  | Il cavaliere con la spada / Il cavaliere con la spada 「剣の騎士ランディ」 - Tsurugi no kishi Randi – "Il cavaliere con la spada Lundi"                | 29 giugno 1985    | 1986        |
| 10 | La memoria perduta / La memoria perduta 「記憶は別れの朝に」 - Kioku wa wakare no asa ni – "La memoria è nel mattino della separazione"                | 13 luglio 1985    | 1986        |
| 11 | L'ambizione bruciata / Le ceneri dell'ambizione 「燃えつきた野望」 - Moetsukita yabō – "L'ambizione bruciata"                                          | 27 luglio 1985    | 1986        |
| 12 | Un'altra Alicia? / Un'altra Alicia? 「二人のアリシア！？」 - Futari no Arishia!? – "Le due Alicia!?"                                                   | 3 agosto 1985     | 1986        |
| 13 | Una fortezza inespugnabile / Il baluardo inespugnabile 「聞かせてよ愛の歌」 - Kikasete yo ai no uta – "Fammi sentire la canzone d'amore"               | 10 agosto 1985    | 1986        |
| 14 | Un compleanno a sorpresa / Addio alla tranquillità 「安らぎにさようなら」 - Yasuragi ni sayōnara – "Addio alla tranquillità"                           | 24 agosto 1985    | 1986        |
| 15 | - / Il pianoforte rotto 「ひとりぽっちのピアノ」 - Hitoripocchi no piano – "Il pianoforte di una persona"                                              | 31 agosto 1985    | solo DVD    |
| 16 | L'aiuta gente / Hans aiuta la nostra fuga 「逃がし屋ハンス」 - Nigashiya Hansu – "Hans fuggitivo"                                                      | 7 settembre 1985  | 1986        |
| 17 | Landy e Tarantola / Un diabolico assassino a Parigi 「パリの殺人鬼」 - Pari no satsujinki – "Il diabolico assassino di Parigi"                         | 14 settembre 1985 | 1986        |
| 18 | Canzone d'amore / Canzone d'amore nella nebbia 「愛の歌が霧の中に」 - Ai no uta ga kiri no naka ni – "La canzone d'amore nella nebbia"                 | 21 settembre 1985 | 1986        |
| 19 | Verso la libertà / Il fucile puntato contro la libertà 「自由に向けられた銃口」 - Jiyū ni mukerareta jūkō – "Il fucile puntato contro la libertà"      | 28 settembre 1985 | 1986        |
| 20 | Sulle ali di un sogno / Le ali del sogno 「夢のつばさを広げて」 - Yume no tsubasa wo hirogete – "Apri le ali del sogno"                                | 5 ottobre 1985    | 1986        |

### Sigle
In Italia sono state usate le versioni strumentali di quelle originali.
Sigla di apertura
- Yume no tsubasa (夢の翼?), di Conny

Sigla di chiusura
- Yancha-na angel (やんちゃなエンジェル?), di Conny

### Adattamento italiano
L'anime è ambientato durante la seconda guerra mondiale, ma nell'edizione del 1986 è stato pesantemente censurato per nascondere qualsiasi riferimento alla guerra, argomento ritenuto poco adatto al pubblico infantile a cui i programmatori ritenevano che la serie fosse destinata. Per questo, oltre ai tagli di numerose scene, i censori eliminarono un intero episodio: nella prima edizione l'anime venne quindi trasmesso in 19 episodi.
Nell'edizione integrale del 2006, curata dalla Yamato Video, è stato eseguito un ridoppiaggio della serie per rimediare alle censure introdotte nella prima edizione. È stato quindi reintrodotto anche l'episodio eliminato, riportando il numero a 20 come nell'originale giapponese.